# Mariebergssundet

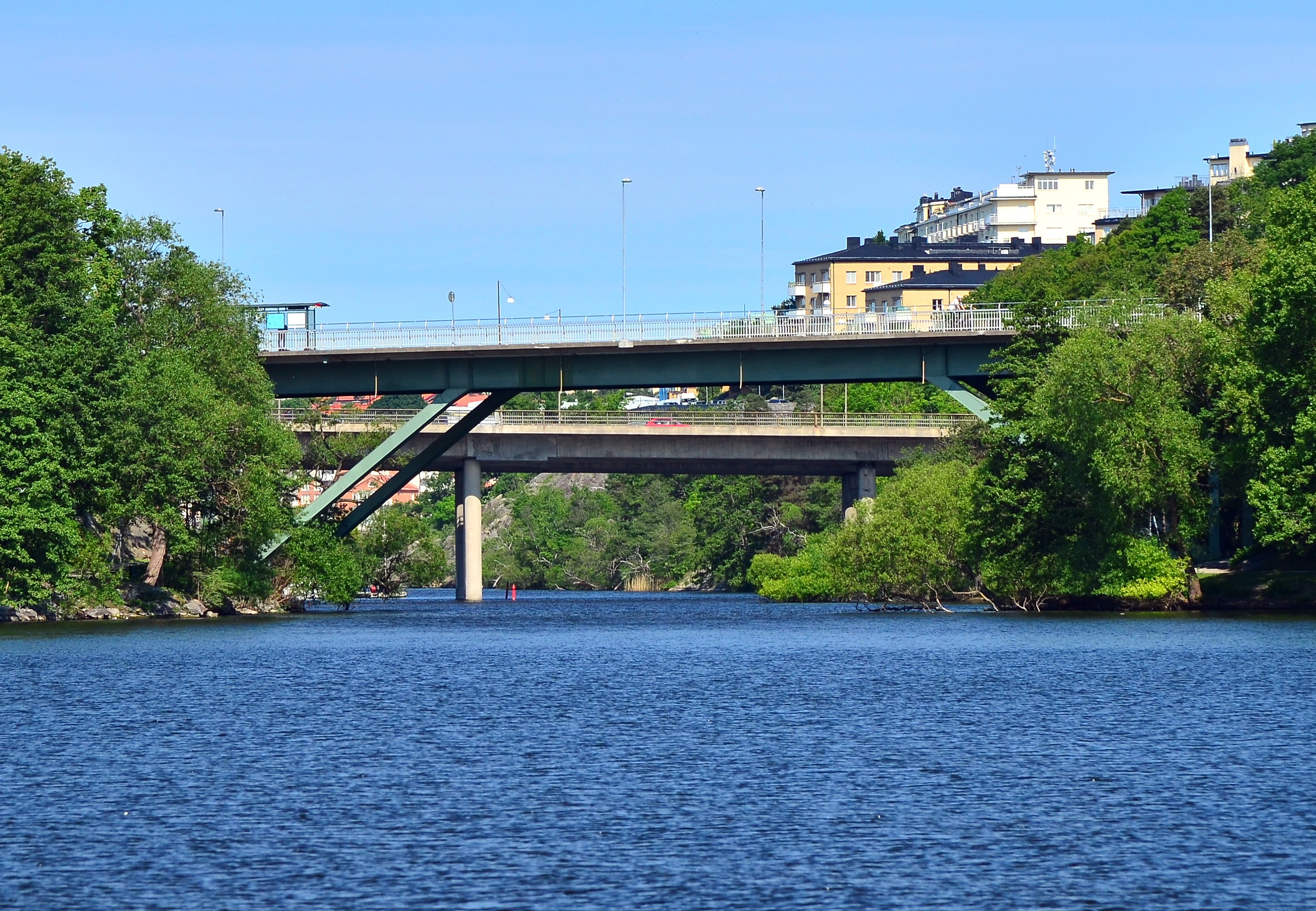
Mariebergssundet med Mariebergsbron (närmast) och Fredhällsbron. Vy mot väst med Lilla Essingen till vänster och Marieberg till höger.

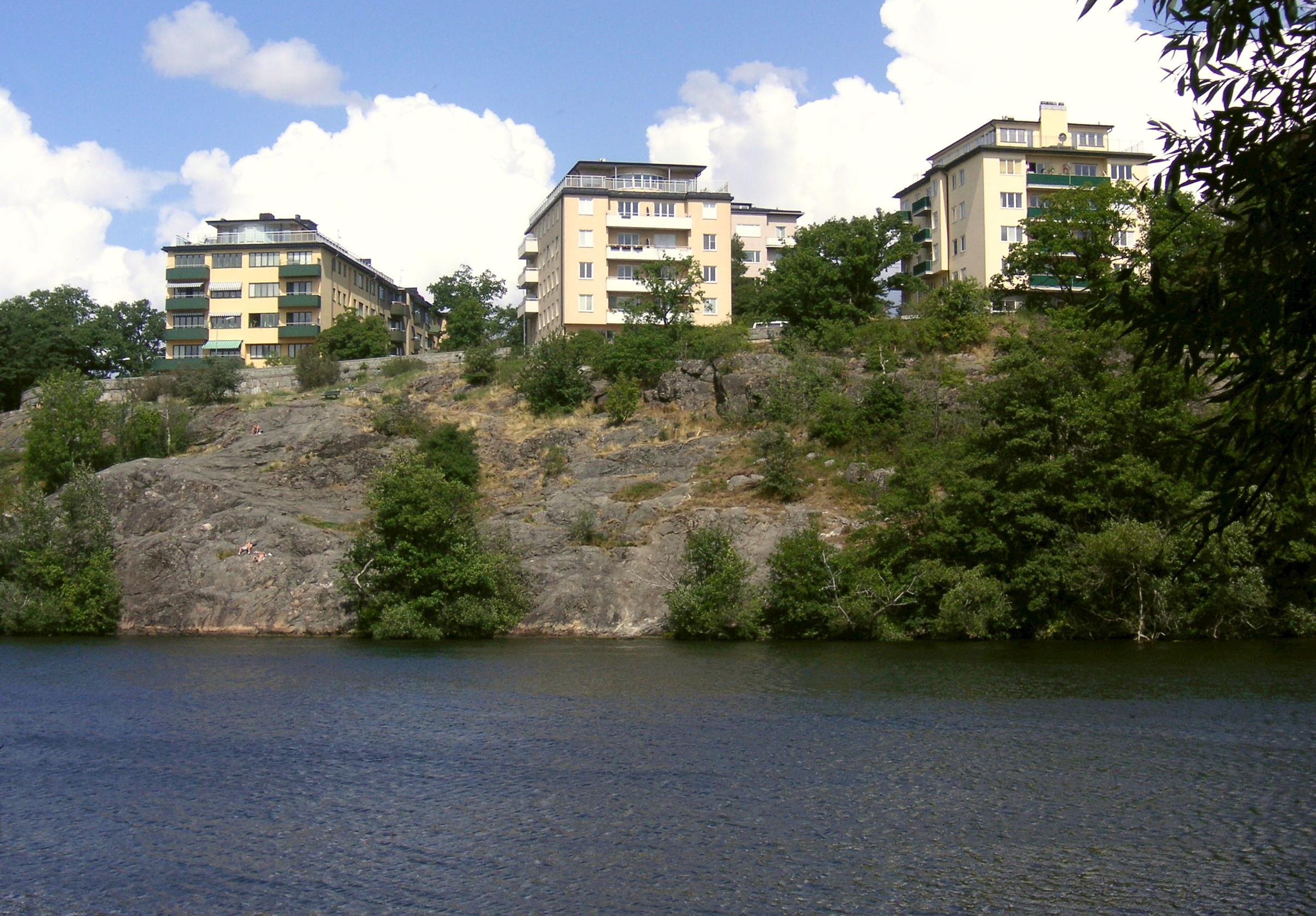
Mareibergssundet med Fredhällsparkens klippor, vy från Lilla Essingen.

Mariebergssundet är ett sund mellan ön Lilla Essingen och Kungsholmen i Stockholm. Mariebergssundet är en del av Mälaren. 

## Allmänt
Sundet är cirka 700 meter lång och har en bredd av cirka 50 meter där den är som smalast. Djupet varierar från 5,5 meter till 1,0 meter. Vid sundets södra sida, på Lilla Essingen ligger Essinge Båtklubb, bildat 1934.
Över Mariebergssundet leder flera broar, dels Mariebergsbron som  är en 109 meter lång stålkonstruktion med segelfria höjden på 12 meter och total bredd på 15 meter. Bron invigdes nyårsafton 1936. Och dels Fredhällsbron som är 270 meter lång och har en segelfri höjd på 14,8 meter. Fredhällsbron är en del av Essingeleden och invigdes  tillsammans med den i mitten av 1960-talet.